# 小早川隆景
小早川 隆景（こばやかわ たかかげ）は、戦国時代から安土桃山時代にかけての武将・大名。竹原小早川家第14代当主。後に沼田小早川家も継ぐ。
毛利元就の三男で、同母兄に毛利隆元・吉川元春がいる。元春と共に毛利両川として戦国大名毛利氏の発展に尽くした。豊臣政権下で五大老の一人に任じられた。実子はなく、豊臣秀吉の養子・小早川秀秋を養子として迎えた。

## 生涯

### 小早川家の相続
天文2年（1533年）、安芸国の戦国大名である毛利元就と正室の妙玖夫人の三男として、同国・吉田郡山城で生まれる。幼名は徳寿丸。長じて又四郎と称した。隆景が生まれた直後の同年6月に父・元就と母・妙玖が清神社に奉納した棟札に記された願文に「所生愛子」の文言があり、隆景の事を指していると考えられている。
天文10年（1541年）3月、竹原小早川家の当主・小早川興景が佐東銀山城攻めの最中に病死した。興景には継嗣が無かったため、竹原小早川家の重臣らは元就に対し徳寿丸を後継に求めた。大内義隆の強い勧めもあり、元就はこれを承諾した。興景の妻は元就の兄・興元の長女であり、それゆえに竹原家は隆景を養子に希望したものと思われる。天文13年（1544年）11月、12歳で竹原小早川家の当主となる。
天文16年（1547年）、大内義隆が備後国神辺城を攻めたときに従軍し、初陣を飾った（神辺合戦）。この時、隆景は神辺城の支城である龍王山砦（坪生要害）を小早川軍単独で落とすという功を挙げ、義隆から賞賛された。なお、この合戦に関係する感状の署名が徳寿丸から隆景に変化しており、このタイミングで元服したとされる。「景」は養父・興景の一字から、「隆」は義隆の偏諱を受けたものと推測されている。
一方、小早川氏の本家・沼田小早川家の当主であった小早川繁平は若年で病弱なうえ、眼病により盲目となっていた。家中は繁平派と隆景擁立派で対立し、大内義隆は尼子氏の侵攻に堪えられないのではと懸念した。天文19年（1550年）、義隆は元就と共謀し、乃美隆興・景興父子を中心とした隆景擁立派を支持。尼子氏との内通の疑いで繁平を拘禁し、隠居・出家に追い込んだ。そして隆景を繁平の妹（後の問田大方）に娶せ、沼田小早川家を乗っ取る形で家督を継がせることで、沼田・竹原の両小早川家を統合した。その時、繁平派の田坂全慶ら重臣の多くが粛清されている。なお、隆景と問田大方との間には子供ができなかったため、桓武平氏流小早川本家の血筋は途絶えることになった。
天文20年（1551年）10月13日、隆景は竹原小早川家の本拠・木村城（現・竹原市新庄町）を出て、沼田小早川家の高山城に入った。同21年（1552年）6月、沼田川を挟んだ対岸に新高山城を築城し、新たな本拠とする。

### 毛利両川体制
以後の小早川氏は毛利一門に組み込まれ、毛利氏直轄の精強な水軍として活躍することになる。隆景の率いた小早川水軍は、弘治元年（1555年）10月の厳島の戦いにおいて、陶晴賢率いる大内水軍を破って海上を封鎖し、毛利軍の勝利に大いに貢献している。この時、乃美宗勝を通じて村上水軍を味方に引き入れる調略でも功を挙げている。また、毛利氏と村上水軍や伊予国の河野氏との関係は直接的なものではなく、瀬戸内海沿岸を本拠とした隆景を介したものであったとされる。厳島の戦い直前に自分の姉が生んだ宍戸隆家の娘を養女に迎えて村上通康に嫁がせたことが判明しており、厳島の戦いの村上水軍の参加もこの線からのものと考えられている。
弘治3年（1557年）、周防・長門を攻略し、大内氏を滅ぼした戦い（防長経略）にも参加している。
同年、元就が隠居し、長兄の毛利隆元が家督を継ぐ。元就は、隆元・元春・隆景に教訓状を残している（「毛利家文書」）。
永禄6年（1563年）、隆元が急死し、甥の毛利輝元が家督を継ぐと、元春とともに幼少の輝元を補佐した。元春が軍事面を担当したのに対し、隆景は水軍の情報収集力を活かし、主に政務・外交面を担当している。
永禄5年（1562年）から永禄9年（1566年）にかけて、月山富田城の戦いに参加し、宿敵尼子氏を滅ぼす。
永禄10年（1567年）、河野氏を助けて伊予国に出兵し、大洲城を攻略して宇都宮豊綱を降伏させる（毛利氏の伊予出兵）。さらに大友氏と争い九州に出兵する。
同年、来島通康が没すると、隆景は未亡人となった宍戸隆家の娘を通康の主筋にあたる河野通宣の室に送り込み影響力を強めた。近年、河野氏最後の当主となった河野通直は宍戸隆家の娘と来島通康の間の息子で、隆景らの後押しで河野氏の養嗣子になったとする説が出ている。
元亀2年（1571年）、三村氏の所領であった備前児島を狙って兵を動かした浦上宗景と、これに同調する動きを見せた村上武吉らと交戦。4月に村上軍の本太城を陥落させ、児島にも粟屋就方を送り込んだが、5月の児島の戦いで浦上宗景と増援に現れた三好氏配下の篠原長房の攻撃により粟屋就方は惨敗し、児島制圧に失敗した。
そうした情勢の中、6月に元就が危篤になると、備前に駐軍を続ける事が出来なくなり、児島周辺の情勢を憂慮しながらも兵を一旦安芸へ退かざるを得なくなった（『萩藩閥閲録』）。
元就の死後、まだ若い輝元の補佐役として毛利氏の中での元春・隆景兄弟の役割はますます大きくなり、大友氏や尼子氏、大内氏の残党らと争い各地を転戦する。

### 信長・秀吉との戦い
天正2年（1574年）に入ると、織田信長の勢力が毛利氏の勢力範囲にまで迫るようになる。この年、浦上宗景が織田氏の支援を受け、毛利氏と戦いを交え、天正3年（1575年）には三村元親が織田方に通じて裏切る。隆景は三村氏を討伐し、豊後国の大友宗麟が信長と通じて侵攻してくると、水軍を率いて大友軍と戦った。
天正4年（1576年）、鞆に落ち延びてきた室町幕府15代将軍・足利義昭の強い誘いもあり、毛利氏は織田氏と断交。元春が山陰、隆景が山陽を担当し、第2次信長包囲網の一角として織田方と戦うこととなる。信長包囲網の中心的存在であった石山本願寺を救援した第一次木津川口の戦いでは、小早川水軍、村上水軍を主力とする毛利水軍が、織田方の九鬼水軍を破った。
天正6年（1578年）、第二次木津川口の戦いで鉄甲船を配備した九鬼水軍に敗れ、制海権を失う。同年、上洛を目指していたといわれる上杉謙信が急死し、天正8年（1580年）には石山本願寺が信長と講和し大坂を退去して信長包囲網は崩壊する。そして、織田方の中国方面軍司令官である羽柴秀吉の硬軟織り交ぜた攻略は次第に激しさを増し、毛利氏は押され続けることとなる。
天正7年（1579年）には備前国の宇喜多直家が織田方に離反。隆景を総大将に備前辛川へと攻め込むが宇喜多忠家や戸川達安らに大敗を喫しまともな反撃もできないまま退却を余儀なくされる（辛川崩れ）。さらに伊賀久隆の守る虎倉城を攻めるも下加茂で急襲され、またしてもまともな反撃すらできないまま手痛い連敗を喫する（加茂崩れ）。
天正8年（1580年）、2年間にわたり織田方に抗戦（三木合戦）してきた播磨三木城が陥落、別所長治が自害する。
天正9年（1581年）、因幡国鳥取城が餓死者が出る籠城戦の末に陥落し、城主・吉川経家が自害している。
天正10年（1582年）、清水宗治が籠る備中高松城が包囲され、隆景は輝元・元春と共に毛利氏の主力3万を率いて救援に赴いた（備中高松城の戦い）。しかし、この時点ですでに3万の秀吉軍と兵力は拮抗しており、さらに3月に武田氏を滅ぼした信長の本軍が備中に向けて出兵の準備を進めていた。隆景は、毛利氏が織田氏に勝つ見込みが薄いと判断していたためか、安国寺恵瓊を通じて秀吉と和睦交渉を秘密裏に行う。
6月、本能寺の変が起きて信長が死去すると、秀吉は明智光秀討伐のため、毛利方に本能寺の変を秘したままで和睦を結び、畿内へ引き返した（中国大返し）。なお本能寺の変を伝える報せが毛利方にもたらされたのは秀吉撤退の日の翌日で、紀伊の雑賀衆からの情報であったことが、吉川広家の覚書（案文）から確認できる。すでに秀吉の調略の手が伸びており、疑心暗鬼に陥っていた毛利軍は羽柴軍を追撃することができなかった。毛利氏の将士は秀吉に欺かれたとして一斉に奮起し、好機乗ずべしと隆景に迫って秀吉との誓約を破棄し、追撃して京都に攻め込むことを願い出た。しかし、隆景は分国内の形勢を察し、誓紙の血痕未だに乾かないうちにこれを破るのは武士の恥として、将士の激昂を抑えてこれを許さなかったとされるが（『吉川文書』『川角太閤記』『陰徳記』）、実際のところは兵力からいっても、毛利の中国大前進、大追撃は無理であったのが実情である。
同年、隆景は居城を新高山城から瀬戸内海に面した三原城に移している。

小早川隆景像（三原市）

### 伊予国拝領
天正11年（1583年）の賤ヶ岳の戦いでは中立を保ったが、この戦いで秀吉が柴田勝家を破ると、毛利氏は日和見路線を捨て、秀吉に従属した。この時、隆景は異母弟で養子の元総（秀包）を人質として秀吉に差し出している。
四国攻め前の天正13年（1585年）6月18日付の書状で、秀吉は隆景に、戦後、伊予一国を与えることを約束している。
隆景の伊予国受領に際しては、一旦、秀吉から毛利輝元に伊予国を与え、輝元から隆景に改めて与えるというかたちをとった。
湯築城に入城した隆景は大洲城に秀包を配置するなど伊予の統治を開始し、旧知でもあった河野通直を道後に隠居させて旧河野家家臣や西園寺公広とその家臣を配下とした。ただし、約2年で終わる伊予領主の間も本拠地は三原のままであった。
なお、隆景の伊予支配についてルイス・フロイスは、「隆景は深い思慮をもって平穏裏に国を治め、日本では珍しい事だが、伊予の国には騒動も叛乱も無い」と記している（『フロイス日本史』）。

### 九州の大名
天正14年（1586年）、九州征伐にも参加し、戦後に秀吉から筑前・筑後・肥前1郡の37万1,300石を与えられた。しかし隆景は毛利・吉川・小早川三氏の所領は中国において既に8ヶ国に及んでおり、更に領国を加えると公役を十分勤めることができないとし、これを辞退しようとした。これに対して秀吉は、それならば筑前・筑後を豊臣家の蔵入地とし、隆景をその代官にしようとしたが隆景は重ねて辞退した。輝元はなお若く、元春もすでに死去していることから、毛利家の家運を維持するためにも輝元の側を離れて九州に住むことはできないと述べた。そのうえで、筑前・筑後には他の領主あるいは代官を置いて政務にあたらせ、隆景は佐々成政と交代で1年もしくは半年ずつ在陣して九州の鎮定に当たればどうだろうか、と述べた。しかし隆景の辞意は認められず筑前・筑後を領して在国することになり、これは隆景が独立大名として豊臣政権のもとに組み込まれていく契機でもあった。
天正15年（1587年）、隆景の移封によって竹原に移されていた河野通直が病死した。隆景が九州に通直を迎え入れる用意をしている最中での死であったことや、小早川領として残されていたとはいえ隆景も重臣もいない竹原への移送、病死の経緯の不審さから、秀吉の命令によって殺された可能性がある。また、同じ頃に西園寺公広も殺害されていることから、河野家と縁の深い小早川家を伊予から九州へ移封させた上で隆景から引き離された通直や公広も殺害することで、小早川家を含めた伊予の旧勢力を一掃するという豊臣政権の方針があった可能性も指摘されている。
天正16年（1588年）7月、上洛した際、秀吉から羽柴の名字と豊臣の本姓を下賜された。
天正17年（1589年）、筑前国名島城に入った。
天正18年（1590年）、小田原征伐にも従軍し、この際は徳川家康の三河岡崎城を預かっている。
文禄元年（1592年）に文禄の役が始まると、6番隊の主将として1万人を動員して出陣し全羅道攻めを行うが、抵抗を受け本格的な攻略を行わないうちに援軍に来た明軍に対応するために京畿道へ配置転換され、文禄2年（1593年）に碧蹄館の戦いにおいて明軍本隊を立花宗茂と共に撃退した。

### 五大老の一人となる
文禄3年（1594年）8月下旬、朝鮮在陣の毛利氏諸将が加藤清正に宛てた書状の中で「隆景養子之事金吾様」とあることから、豊臣家から秀吉の義理の甥・羽柴秀俊を小早川家の養子に迎えることが決定したことが分かる。輝元は40歳近くになっても息子がいなかったことから、秀吉は秀俊を毛利家の養子にしようと隆景に相談したが、隆景は血縁関係のない秀俊が毛利家を継ぐことを心配し、すでに輝元の従弟・毛利秀元を養子に内定していることを秀吉に告げた。隆景は、この件で秀吉が毛利氏を疎んじて輝元に不利があることを恐れて、自ら秀吉に請うて秀俊を養子として家を譲ったのである。それまで養子としていた秀包には別家（後の吉敷毛利家）を立てさせた。
同年11月、秀俊（秀秋）を三原に迎えて、毛利輝元の養女（宍戸元秀の娘で、元就の曾孫にあたる）と婚儀を行った。
文禄4年（1595年）、関白・豊臣秀次が謀反の疑いにより伏見に召喚された後の7月12日、秀吉は、徳川家康、毛利輝元、隆景に五ヵ条を示し、起請文を提出させた。第四条では、坂西（西国）における法度と置目の執行を輝元と隆景に申しつけることとされた。
文禄4年（1595年）8月3日付で、前出の三人に、前田利家と宇喜多秀家を加えた五人が連署して、豊臣氏掟書が出された。同日付で出された九ヵ条の同掟書追加にも、前出の五人に上杉景勝を加えた六人が連署した。

### 備後中納言
同年8月、従三位権中納言となった。
その後、秀俊改め秀秋に家督を譲って隠居し、譜代の家臣団だけを率いて備後三原に移る。その際、秀吉は12月1日付をもって知行目録を隆景に授け、筑前に5万150石（鞍手郡、宗像郡、御牧郡内）という隠居領を与えた。隆景は名島城を改修して居城とした。
慶長2年（1597年）6月12日、備後国の三原城において急死した。享年65。隆景の急死を知った毛利輝元は6月24日に慶長の役のために出陣する吉川広家に書状を送り、老齢だった隆景の死は遠くはないだろうと内心思っていたが、それでも突然の死に仰天した旨を伝え、広家を頼みとすることを伝えている。その後、安芸国豊田郡沼田荘の米山寺に埋葬された。
隆景の死後、毛利両川の役割は2人の甥・吉川広家と毛利秀元が担うことになる。また、三原に移った家臣団は毛利氏本家に帰参し、小早川氏は秀吉から秀秋に付けられた山口宗永ら家臣団が補佐することになる。

## 人物・逸話

### 毛利氏の時代

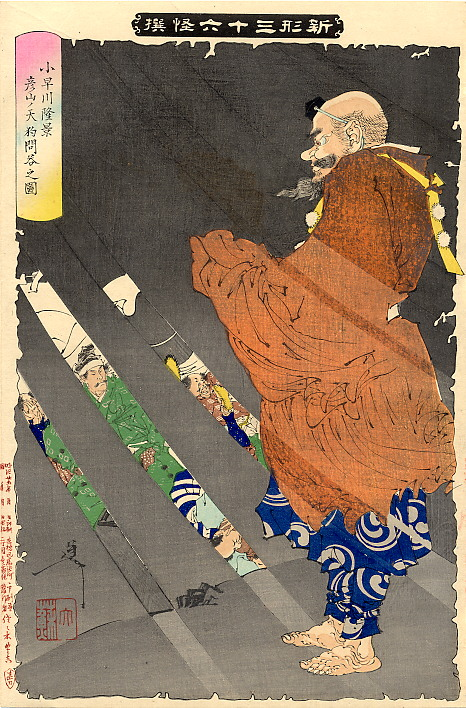
『小早川隆景彦山ノ天狗問答之図』（月岡芳年『新形三十六怪撰』）
手前は天狗で、奥にいるのが隆景

- 『陰徳太平記』と『筑後国史』に、無双の美貌であった隆景と大内義隆の衆道関係の記録がある[43]。他には「常に危うき戦いを慎み、はかりごとをもって屈せしむる手段を旨とす」と評されている。

- 元就が危篤に陥った際、元就は兄弟の結束を説いた。その時、隆景は元就に「争いは欲より起こるもの。欲をやめて義を守るならば、兄弟の不和は起きませぬ」と述べた（『常山紀談』）。

### 豊臣政権下
- 隆景は黒田如水に対し、「あなたはあまりに頭が良く、物事を即断即決してしまう。故に後悔する事も多いでしょう。私はあなたほど頭が切れる方ではありませぬ故、十分に時間をかけたうえで判断します。ですので後悔する事が少ないのです」と指摘した。如水は隆景の訃報に接し、「これで日本に賢人はいなくなった」と嘆じたという（『名将言行録』）。
- 「分別とは何か」と質問した黒田長政に対し、「長く思案して遅く決断する。分別の肝要は仁愛で、仁愛を本として分別すれば、万一思慮が外れてもそう大きくは間違わない」と答えた（『名将言行録』）。
- 死の間際に、同じく病床にあった弟の穂井田元清と「どちらが先に逝くか」と語り合ったといわれる（『名将言行録』）。
- 豊臣秀吉からは「日本の西は小早川隆景に任せれば全て安泰である」と評価された。ちなみに東は徳川家康である。秀吉は隆景を、この世で正しく政を行える政治家でもあるとも評価している。[要出典]

### 人物像
- 『陰徳太平記』の編者は、次兄・元春を寒中に咲く梅花に、隆景を春風になびく楊柳に例えている[44]。
- 隆景は甥の毛利輝元に対して極めて厳格に接し、時には輝元を折檻したこともあった。それも隆景が毛利氏の将来を思う一念から出たもので、決して輝元を軽視したのではなく、常に輝元へは宗家の主人として仕え尊敬していた[45]。
- 隆景は婦人を近づけず、内室（問田の大方）と接するときは肩衣・袴を着けて賓客をもてなすような態度をとり、平生あまり戯言も言わなかったとされる[46]。
- 後世では一般に側室を設けなかった愛妻家として認知されている。

## 官歴
※明治6年までは、旧暦。
- 永禄3年（1560年）
  - 2月20日、足利義輝により中務大輔に任官[47]。
  - 左衛門佐を称す（ - 元亀元年（1570年）2月）。
- 天正16年（1588年）
  - 7月25日、従五位下に叙位。侍従に任官。豊臣隆景として叙任する[注釈 2]。また、同日に飛鳥井雅春から紫組懸緒着用の免許を得る[48]。
  - 8月2日、従四位下に昇叙し、侍従如元[注釈 3]。（以後、文禄2年4月12日までは、少なくとも侍従であった。）
- 文禄4年（1595年）8月6日、正四位下より従三位に昇叙し[注釈 4]、参議より権中納言に転任[注釈 5]。備後中納言と称される。それ以前は、羽柴筑前宰相と称される。
- 文禄5年（1596年）
  - 2月2日、中納言に任官。
  - 5月24日、清華家の家格に列す。
- 明治41年（1908年）4月2日、贈正三位。

## 家臣
元毛利氏家臣
- 粟屋盛忠
- 粟屋景雄
- 井上春忠
- 井上景貞
- 井上利宅
- 井上景家

- 岡就栄
- 岡景忠
- 桂就延
- 桂景信
- 桂景種

- 河本元盛
- 八幡原元直
- 八幡原元繁

竹原小早川氏系
- 磯兼景道
- 磯兼景綱
- 包久景勝
- 包久景相
- 末長景直

- 田坂与一兵衛尉
- 手嶋景治
- 手嶋景繁
- 中屋右京進

- 乃美宗勝
- 乃美盛勝
- 乃美景継
- 裳懸盛聡
- 裳懸景利

沼田小早川氏系
- 生口景守
- 國貞景氏
- 真田景久
- 真田与三右衛門尉

- 梨子羽宣平
- 梨子羽景運
- 日名内慶岳
- 椋梨弘平
- 椋梨景良

- 横見助右衛門
- 横見景俊
- 横見道貞

国人・在地領主層
- 草苅重継
- 清水景治
- 末近内蔵助
- 末近信賀

- 末近光久
- 曽祢景房
- 日野景幸

- 村上景親
- 村上景広
- 村上景房

その他
- 飯田尊継
- 岩城屋彦右衛門尉
- 鵜飼元辰

- 国広三郎兵衛尉
- 神保景正
- 神保源右衛門尉

- 高尾盛吉
- 坪井元貞
- 弘中景輔
- 宗近長勝

## 偏諱を与えた人物
| - 粟屋景雄 - 生口景守 - 磯兼景道 - 岡景忠 - 桂景信 - 井上景貞 | - 包久景勝 - 國貞景氏 - 清水景治 - 白井景胤 - 神西景通 | - 手嶋景繁 - 益田景祥 - 村上景親 - 村上景広 - 裳懸景利 |

## 隆景を題材とした作品

### 小説
- 泉淳『瀬戸の鷹小早川隆景』（1994年、叢文社）
- 童門冬二『小早川隆景』（1997年、実業之日本社）
- 野村敏雄『小早川隆景―毛利を支えた知謀の将』（2000年、PHP文庫）
- 江宮隆之『小早川隆景』（2007年、学研M文庫）

### テレビドラマ
- 『毛利元就』（1997年、NHK大河ドラマ、演：恵俊彰）